# Pećinci
Pećinci (Servisch: Пећинци) is een gemeente in het Servische district Srem.
Pećinci telt 21.506 inwoners (2002). De oppervlakte bedraagt 489 km², de bevolkingsdichtheid is 44 inwoners per km².

## Plaatsen in de gemeente
- Pećinci
- Ašanja
- Brestač
- Deč
- Donji Tovarnik
- Karlovčić
- Kupinovo (In de middeleeuwen: Kupinik)
- Obrež)
- Ogar
- Popinci
- Prhovo
- Sibač
- Sremski Mihaljevci
- Subotište
- Šimanovci